# Кочетов, Василий Иванович
Васи́лий Ива́нович Ко́четов (1915—1987) — полковник Советской Армии, участник Великой Отечественной войны, Герой Советского Союза (1944).

## Биография
Василий Кочетов родился 15 января 1915 года в селе Ильинское (ныне — Починковский район Нижегородской области). После окончания школы-семилетки работал в колхозе. В 1937 году Кочетов окончил сельскохозяйственный техникум, после чего работал сначала агрономом, затем учителем. В 1939 году он был призван на службу в Рабоче-крестьянскую Красную Армию. В 1941 году окончил Харьковскую военную авиационную школу стрелков-бомбардиров. С ноября того же года — на фронтах Великой Отечественной войны.
К сентябрю 1943 года гвардии старший лейтенант Василий Кочетов был штурманом отряда 11-го гвардейского авиаполка 62-й авиадивизии 6-го авиакорпуса АДД СССР. К тому времени он совершил 211 боевых вылетов на бомбардировку скоплений боевой техники и живой силы противника, его важных объектов в глубоком тылу.
Указом Президиума Верховного Совета СССР от 13 марта 1944 года гвардии старший лейтенант Василий Кочетов был удостоен высокого звания Героя Советского Союза с вручением ордена Ленина и медали «Золотая Звезда» за номером 3376.
После окончания войны Кочетов продолжил службу в Советской Армии. В 1948 году он окончил Военно-воздушную академию. 
В 1960 году в звании полковника Кочетов был уволен в запас. Проживал в Воронеже (мемориальная доска на д. 3 по ул. Мира), работал на кафедре самолётостроения авиационного факультета Воронежского политехнического института. Умер 3 сентября 1987 года, похоронен на Юго-Западном кладбище Воронежа.
Был также награждён орденами Красного Знамени и Отечественной войны 1-й степени, двумя орденами Красной Звезды, рядом медалей.